# Святкування 2500-річчя Перської імперії

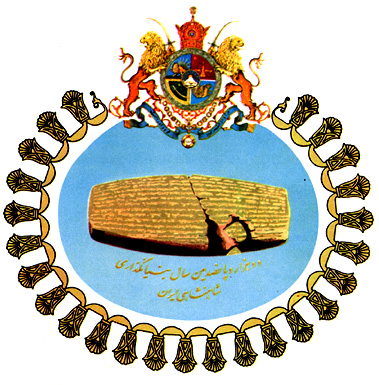
Офіційна емблема урочистостей (у центрі зображено Циліндр Кіра)

Святкування 2500-річчя Перської імперії (перс. جشن‌های ۲۵۰۰ سالهٔ شاهنشاهی ایران‎‎) — урочисті загальнодержавні заходи міжнародного масштабу, які відбулися з 12 по 16 жовтня 1971 року в Ірані в ознаменування 2500-ї річниці від дати заснування першої Перської імперії, засновником якої був Кір Великий.

## Місце проведення

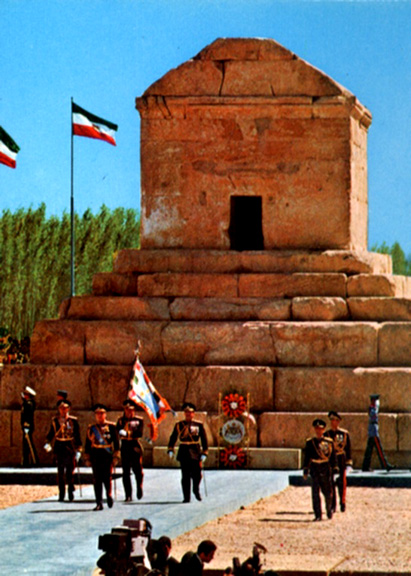
Усипальниця Кіра Великого (Пасаргади)

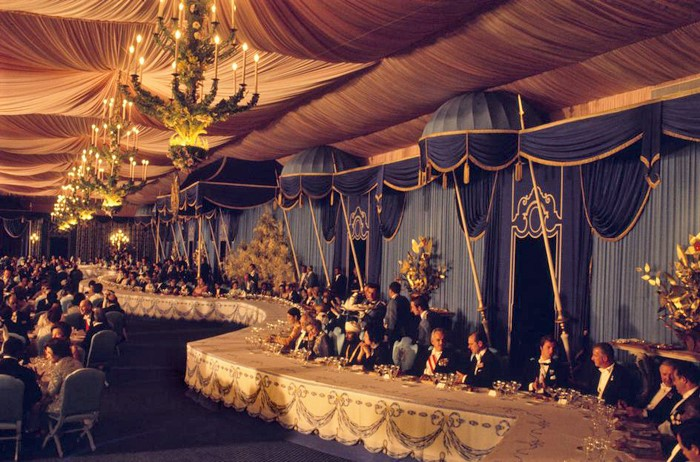
Святкова вечеря

Підготовка до урочистостей зайняла близько року. Основне святкове дійство відбулося у стародавньому місті Персеполіс — церемоніальній столиці Перської імперії за часів правління династії Ахеменідів. Інша частина дійства відбувалася в Тегерані, а також у Пасаргадах, в місті, де знаходиться усипальниця перського царя Кіра. За рік до проведення була поліпшена місцева інфраструктура, в тому числі був реконструйований аеропорт Ширазу, що розташований неподалік Персеполіса, який приймав усіх гостей, що прибували на свято.
Територія навколо місця проведення була ретельно очищена від змій й інших паразитів. Було засаджено різних видів дерев і квітів. А з Європи було імпортовано близько 50000 птиць.
Урочистості офіційно були відкриті 12 жовтня 1971 у день, коли шахиншах Мохаммед Реза Пахлаві та шахбану Фарах Пахлаві вшанували пам'ять Кіра Великого в його усипальниці. 14 жовтня 1971 відбулася святкова вечеря, на якій були присутні 60 членів королівський сімей і голів держав та урядів країн. Усього запрошених гостей на урочистостях з різних країн світу було близько 600 осіб.
В останній день дійства, в пам'ять про подію, шахиншахом було відкрито в Тегерані Башту Свободи — цим було завершено святкування.

## Безпека

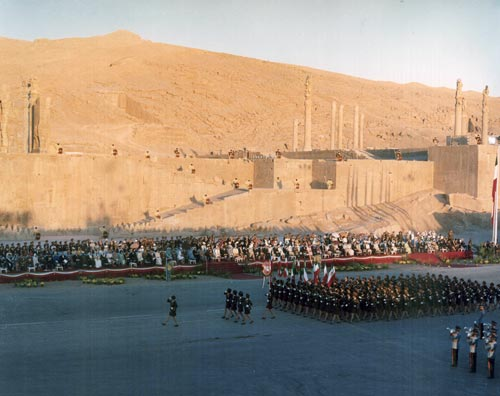
Персеполіс — головне місце урочистостей

До початку святкування, а також під час, в місті, де проходила головна частина урочистостей, на якій були присутні представники королівських сімей та голови держав та урядів країн, були вжиті необхідні заходи безпеки: у наметовому містечку, яке було розгорнуто в місті Перспеполіс, а також в околицях — охорону гостей здійснювали Служба безпеки Ірану та Іранська національна організація інформації та безпеки.
Втім, попри такі безпрецедентні заходи, на святкування не наважилися приїхати декотрі монархи та впливові лідери країн, серед яких Єлизавета ІІ — королева Великої Британії, якій було рекомендовано не відвідувати це святкування з причин безпеки, та Президент США Річард Ніксон, який спочатку планував відвідати урочистості, проте в останній момент відмовився. Замість них країни представляли чоловік королеви, принц-консорт Філіп та віце-президент США Спіро Агню відповідно.

## Критика
Деякі західні ЗМІ та місцеві громадські діячі Ірану, зокрема з мусульманського руху Рухолла Мусаві Хомейні та його послідовники, негативно й критично оцінили захід, назвавши свято «Фестивалем диявола». Крім того, лунали думки щодо суми грошей, яка була витрачена на проведення урочистостей. За оцінкою організаторів святкування обійшлося в 22 млн доларів. Противники і критики ж вважали, що фактична сума перевищила 200 млн доларів.

## Гості

### Присутні гості
| Держава         | Представник                       |
| --------------- | --------------------------------- |
| Австралія       | Генерал-губернатор Пол Хезлак     |
| Афганістан      | Принцеса Білкіс Бегум             |
| Бахрейн         | Емір Іса ібн Салман аль-Халіфа    |
| Бельгія         | Король Бодуен I                   |
| Велика Британія | Принц Філіп, герцог Единбурзький  |
| Греція          | Король Костянтин II               |
| Данія           | Король Фредерік IX                |
| Ефіопія         | Імператор Хайле Селассіє I        |
| Іспанія         | Принц Хуан Карлос                 |
| Італія          | Принц Віктор Савойський           |
| Йорданія        | Король Хусейн бен Талал           |
| Канада          | Генерал-губернатор Роланд Міченер |
| Катар           | Емір Ахмад бін Алі Аль Тані       |

| Держава                    | Представник                           |
| -------------------------- | ------------------------------------- |
| Кувейт                     | Емір Сабах III                        |
| Лесото                     | Король Мошвешве II                    |
| Ліхтенштейн                | Князь Франц Йосип II                  |
| Люксембург                 | Великий герцог Жан                    |
| Малайзія                   | Султан Абдул Халім Муадзам Шах        |
| Марокко                    | Принц Мулай Абдаллах                  |
| Нідерланди                 | Принц Бернард Ліппе-Бестерфельдський  |
| Норвегія                   | Король Олаф V                         |
| Непал                      | Король Махендра                       |
| Об'єднані Арабські Емірати | Президент Заїд бін Султан Аль Нахайян |
| Оман                       | Султан Кабус бін Саїд                 |
| Таїланд                    | Принц Бганубандге Югала               |
| Японія                     | Принц Мікаса Такахіто                 |

| Держава    | Представник                              |
| ---------- | ---------------------------------------- |
| Австрія    | Президент Франц Йонас                    |
| Болгарія   | Генеральний секретар ЦК БКП Тодор Живков |
| Бразилія   | Президент Еміліу Гарастазу Медічі        |
| Ватикан    | Кардинал Максимільєн Фюрстенберг         |
| Дагомея    | Президент Кутуку Юбер Мага               |
| Заїр       | Президент Мобуту Сесе Секо               |
| Індія      | Президент Варахагірі Венката Гірі        |
| Індонезія  | Президент Сухарто                        |
| Італія     | Прем'єр-міністр Еміліо Коломбо           |
| КНР        | Посол Китаю в Пакистані Чжан Тун         |
| Корея      | Прем'єр-міністр Кім Джон Пхіль           |
| Ліван      | Президент Сулейман Франж'є               |
| Мавританія | Президент Мухтар ульд Дадда              |
| Німеччина  | Голова Бундестага Кай-Уве фон Хассель    |
| Пакистан   | Президент Ях'я Хан                       |

| Держава        | Представник                                |
| -------------- | ------------------------------------------ |
| Польща         | Віце-президент ДР ПНР Мечислав Клімажевскі |
| Португалія     | Міністр закордонних справ Руй Патрісіу     |
| Свазіленд      | Прем'єр-міністр Макосіні Дламіні           |
| Сенегал        | Президент Леопольд Седар Сенгор            |
| СРСР           | Голова Президії ВР СРСР Микола Підгорний   |
| США            | Віце-президент Спіро Агню                  |
| Туреччина      | Президент Джевдет Сунай                    |
| Угорщина       | Президент Пал Лошонці                      |
| Філіппіни      | Перша леді Імельда Маркос                  |
| Фінляндія      | Президент Урго Кекконен                    |
| Франція        | Прем'єр-міністр Жак Шабан-Дельмас          |
| Чехословаччина | Президент Людвік Свобода                   |
| Швейцарія      | Президент Рудольф Гнегі                    |
| ПАР            | Президент Якобус Фуше                      |
| Югославія      | Президент Йосип Броз Тіто                  |